# Naturschutzgebiet Waldreservat Moosfelde mit Talsystemen der Kleinen und Großen Aupke
Das Naturschutzgebiet Waldreservat Moosfelde mit Talsystemen der Kleinen und Großen Aupke mit einer Größe von 453 ha liegt nordöstlich von Neheim im Stadtgebiet von Arnsberg im Hochsauerlandkreis. Es wurde 1998 mit dem Landschaftsplan Arnsberg durch den Kreistag des Hochsauerlandkreises als Naturschutzgebiet (NSG) mit dem Namen Naturschutzgebiet Moosfelde und einer Flächengröße 428 ha ausgewiesen. Bei der Neuaufstellung des Landschaftsplanes Arnsberg durch den Kreistag 2021 wurde das NSG mit verändertem Namen erneut ausgewiesen und vergrößert. Das NSG geht teilweise bis an die Bebauung von Moosfelde. Das NSG ist auch als FFH-Gebiet Waldreservat Moosfelde DE-4513-302 ausgewiesen.

## Gebietsbeschreibung
Im NSG handelt es sich um ein laubholzreiches Waldgebiet mit Quellen und Bächen. Das Schutzgebiet liegt auf einem durch mehrere Siepen sowie durch die Täler der Großen und der Kleinen Aupke zerschnittenen Höhenrücken. Es handelt sich um ein weitgehend geschlossenes, von Buchen- und Stieleichenbeständen dominiertes Waldgebiet. Die eichendominierten Bestände konzentrieren sich an den Unterhängen am Rande des Ortsteiles Moosfelde sowie entlang des Aupke-Tales. Buchen- und Buchen-Fichten-Mischbestände nehmen dagegen zumeist Ober- und Mittelhangbereiche ein. Eine breite, in Nord-Süd-Richtung verlaufende Hochspannungsleitungstrasse teilt das Gebiet in zwei annähernd gleich große Teilkomplexe. Auf dieser Stromtrasse stocken überwiegend Laubholz-Sukzessionsbestände mit Birke, Roterle, Eberesche und Haselgebüschen. Rund die Hälfte der Bestockung im NSG bestand bei Ausweisung aus 100- bis 150-jährigen Eichenbeständen mit Hainbuchen- oder Buchen-Unterstand. Der überwiegende Teil der Buchen-Bestockung konzentriert sich auf 50- bis 80-jährige Bestände mit charakteristischerweise sehr spärlich ausgebildeter, aber typisch zusammengesetzter Krautschicht. Häufig finden sich einzeln oder truppweise eingemischte Fichten. Inselartig eingestreut sind einige bis zu 10 ha große Buchen-Altholzbestände mit Totholzanteilen mit einem Durchschnittsalter 120 Jahren bei Ausweisung.
Das Fachinformationssystem vom Landesamt für Natur, Umwelt und Verbraucherschutz Nordrhein-Westfalen führt zum NSG aus: „Das Gebiet repräsentiert in typischer Weise die für sehr frische bzw. schwach bis mäßig wechselfeuchte Böden in den niedrigeren Höhenlagen des Sauerlandes charakteristische Rasenschmielen-Ausbildung des Hainsimsen-Buchenwaldes sowie deren Übergänge zum weitgehend verschwundenen Hainbuchen-Stieleichen-Wald (Stellario-Carpinetum) der Möhneaue. Besonders hervorzuheben sind die naturnahen Strukturen der Altholzbestände und die günstigen Voraussetzungen für die weitere Entwicklung der jüngeren Altersstadien (Verpflichtung zur naturnahen Waldbewirtschaftung im Staatswald). In die Waldbestände eingebettet sind naturnahe Quellbereiche und Fließgewaesserabschnitte (§ 62-Biotope). Viele der stark eingekerbten Siepen führen lediglich periodisch Wasser. In Teilabschnitten sind Auebereiche mit typischer Vegetation ausgebildet. Durch Verrohrungen (Durchlässe unter Forstwegen) und durch im Hauptschluß betriebene Feuerlöschteiche ist der Fließgewässerzusammenhang meist an mehreren Stellen unterbrochen.“
Eichenmischwaldparzelle am Rande des Waldreservates (FFH-Gebiet) Moosfelde. Die Waldparzelle grenzt im Westen und im Norden direkt an Siedlungsbereiche des Neheimer Stadtteiles Moosfelde. Der Landschaftsplan fordert die Aufstellung eines detaillierten Maßnahmenkonzept für das NSG, um die ökologischen Entwicklungsperspektiven und die forstwirtschaftlichen Belange in Einklang zu bringen. Als zusätzliche Entwicklungsmaßnahme führt der Landschaftsplan auf, sollen nicht bodenständigen Arten sind insbesondere von den Sonderstandorten wie Tälern und auf Moorböden entfernt und durch Laubhölzer ersetzt werden.

## Spezielle Schutzzwecke für das NSG
Das NSG soll das Waldgebiet mit Arteninventar schützen. Wie bei allen Naturschutzgebieten in Deutschland wurde in der Schutzausweisung darauf hingewiesen, dass das Gebiet „wegen der Seltenheit, besonderen Eigenart und Schönheit des Gebietes“ zum Naturschutzgebiet erklärt wurde. Laut Landschaftsplan erfolgte die Ausweisung zum:
- „Schutz, Erhaltung und Entwicklung eines grossen, zusammenhängenden und weitgehend unzerschnittenen und unzersiedelten Waldgebietes von internationaler Bedeutung mit seltenen und gefährdeten sowie landschaftsraumtypischen Tier- und Pflanzenarten und deren Lebensstätten;“
- „Erhaltung und Entwicklung flächengroßer, oft starkholzreicher, naturnaher Laubholz-, speziell Hainsimsen-Buchenwälder;“
- „Erhaltung und Entwicklung naturnaher Fließgewässer, deren Auen und bachbegleitenden Erlen-Eschenwäldern;“
- „Schutz und Erhaltung der potentiell natürlichen Lebensgemeinschaften vor dem Hintergrund ihrer Bedeutung als Refugiallebensraum und als Verbundbiotop in einer (Richtung Osten) von Nadelholz dominierten Waldlandschaft;“
- „Entwicklung der Waldgesellschaften durch Umbau des Arteninventars und damit einhergehende optimierende Vernetzung;“
- „Sicherung der Wildnisentwicklungsgebiete WG-HSK-0002-02 und WG-HSK-0002-3;“
- „Sicherung der Kohärenz und Umsetzung des Europäischen Schutzgebietssystems Natura 2000.“
- „Das NSG dient auch der nachhaltigen Sicherung von besonders schutzwürdigen Lebensräumen nach § 30 BNatSchG und von Vorkommen seltener Pflanzenarten.“[2]